# (37975) 1998 HB118
1998 HB118 (asteroide 37975) é um asteroide da cintura principal. Possui uma excentricidade de 0.13092520 e uma inclinação de 10.30303º.
Este asteroide foi descoberto no dia 23 de abril de 1998 por LINEAR em Socorro.